# Supot Jodjam
Supot Jodjam (tiếng Thái: สุพจน์ จดจำ), sinh ngày 2 tháng 3 năm 1990), còn được biết với tên đơn giản Boy (tiếng Thái: บอย), là một cầu thủ bóng đá người Thái Lan thi đấu ở vị trí tiền đạo cho câu lạc bộ ở Thai League 2 Krabi và đội tuyển quốc gia Thái Lan.

## Sự nghiệp quốc tế
Sau màn trình diễn ấn tượng cùng với Krabi F.C. ở mùa giải 2017, anh được triệu tập vào đội tuyển quốc gia Thái Lan trong trận giao hữu trước Myanmar và Kenya.

### Quốc tế
Tính đến 5 tháng 10 năm 2017
| Đội tuyển quốc gia | Năm  | Số trận | Bàn thắng |
| ------------------ | ---- | ------- | --------- |
| Thái Lan           | 2017 | 1       | 0         |
| Tổng               | Tổng | 1       | 0         |